# Entedonomphale lermontovi
Entedonomphale lermontovi är en stekelart som beskrevs av Triapitsyn 2005. Entedonomphale lermontovi ingår i släktet Entedonomphale och familjen finglanssteklar. Inga underarter finns listade i Catalogue of Life.